# 吉安娜·邁克爾斯
吉安娜·邁克爾斯（英語：Gianna Michaels，1983年6月6日—）是一名美國女性色情演員。

## 生活和職業生涯
邁克爾斯生於華盛頓州西雅圖。他的第一份工作是在西雅圖一間名叫迪克汽車餐館（Dick's Drive-In）的漢堡店裡面打工。她之後接觸了模特行業；她認為如果自己不喜歡這一行的話，她大可以退出不干；於是她踏入這一行成為模特。模特這一職業最終讓她開始裸體照片的拍攝，直到後來色情影片拍攝。她大約從2004年開始拍攝色情影片。除了用吉安娜·邁克爾斯這一名字，她也用吉安娜（包括Gianna、Giana Michaels和Mistress Gianna）、貝姬（Becky）以及吉安娜·羅茜（Gianna Rossi）等的名字來拍攝色情影片。
邁克爾斯在Elegant Angel2009年6月30日發行的《Big Wet Asses 15》中首次出演了肛交場景。他在2010年驚悚電影《食人魚3D》、《LOOK: The Series》以及由Dyme Def樂隊拍攝的《Do Something》中有客串演出。根據網際網路成人電影資料庫（IAFD）的數據，她已經拍攝了460部色情影片。

## 獎項

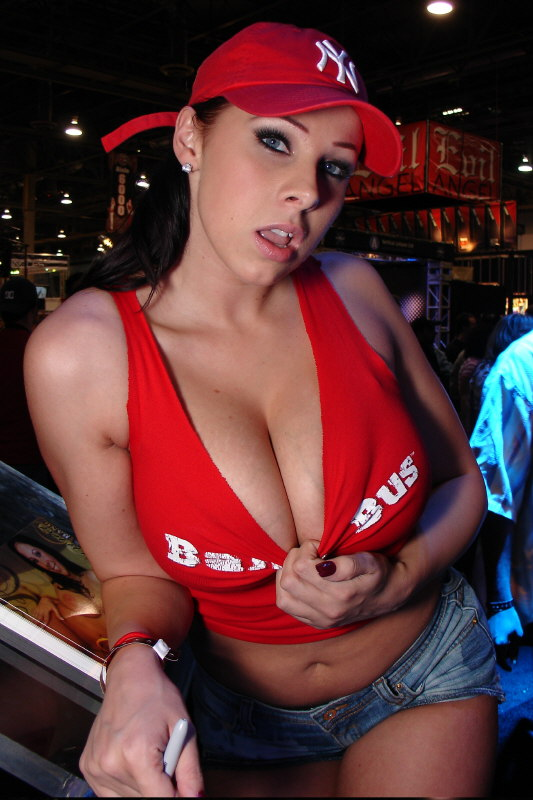
邁克爾斯於2007年

- 2007 CAVR獎–年度影星（Star of Year）[7]
- 2007 成人影帶新聞獎–最佳群交場景、影片（Best Group Sex Scene, Video）–Evil Angel《Fashionistas Safado: The Challenge》中一場12人群交場景[8]
- 2007 FICEB Ninfa 獎–Most Original Sex Sequence–《Fashionistas Safado》中一個12人群交場景（包括Belladonna、珍娜·荷茲、Sandra Romain、洛可·希佛帝和其餘7人，Evil Angel Video/Ifg）[9][10]
- 2007 XRCO獎–Best On-Screen Chemistry–《Fashionistas: Safado》[3]
- 2008 成人影帶新聞獎–年度無名女星[11]
- 2008 成人影帶新聞獎–Best Sex Scene in a Foreign-Shot Production–《Furious Fuckers Final Race》中10人群交場景[11]
- 2008 成人影帶新聞獎–最佳全性愛影片–《G for Gianna》[11]
- 2011 Urban X 獎 –最佳三人性行为場景（Best Three-Way Sex Scene）–《Sophie Dee's 3 Ways》（與蘇菲·迪和Justin Long）[12]
- 2013 Exxxotica Fanny獎–最有價值陰道（年度女演員）（Most Valuable Vagina (Female Performer of the Year)）[13]

## 外部連結
- 官方网站（英文）
- 吉安娜·邁克爾斯的X（前Twitter）
- 吉安娜·邁克爾斯在互联网电影资料库（IMDb）上的資料（英文）
- 吉安娜·邁克爾斯在網際網路成人電影資料庫
- 成人電影資料庫上吉安娜·邁克爾斯的资料（英文）